# قاید مراد کفایی
قایدمراد کفایی مشهور به «کامراد»، متخلّص به «مراد» و «کفایی» شاعر دوبیتی سرای پارسی‌گو، فرزند دوم قاید شاه‌قلی، در سال ۱۲۵۵ خورشیدی در روستای چهاربرج (بخش آب پخش - شهرستان دشتستان استان بوشهر) چشم به جهان گشود.
قائدمراد ابتدا در محضر پدری فرزانه که خود از نعمت سواد بهرهٔ کافی داشته شاگردی نموده، بعدها به همراه سایر برادران به روستای زیارت (شهرستان دشتستان) رفته تا در مکتب خانهٔ آن نزد ملّایان آگاه و با سواد به خواندن کتب قدیم فارسی و فراگیری علوم قرآنی بپردازد.
کوشش پدر به سوادآموزی و اصرار قایدمراد به یادگیری علوم مختلف زمانه چنان ویژگی زیبای علم خواهی را در وجود ایشان نهادینه می‌کند که در سراسر عمر هدفی جز سوادآموزی و علم خواهی بر نمی‌گزیند. مطالعهٔ فراوان در زمینه‌های مختلف علمی با تجسّس در کتب ملل مختلف از جمله کتاب‌هایی که به سفارش وی توسّط تاجران چینی و هندی فراهم می‌گردید چنان مهارت و تبحّری در انجام امور سحرگونه و اعجاب انگیز به قاید مراد بخشیده بود که امروزه مردم توان ساحری و انجام امور غیبی او را فراتر از قدرت شاعریشان دانسته، از کارهای اعجاب انگیزش داستان‌های فراوان تعریف می‌کنند.
زندگی و روزگار جوانی قایدمراد در روستای چهاربرج با مهاجرت به سعدآباد پایان می‌پذیرد. سعدآباد که در این ایّام با ورود اسماعیل‌خان شبانکاره تغییراتی بنیادی را درگذار از ساختار سنّتی روستانشینی به شیوهٔ نوین زندگی اجتماعی تجربه می‌کند، فرصتی دو سویه برای مراد و معاصرانش فراهم می‌کند تا هم وی در فضای علم خواه و ادب‌گستر آن به بالندگی طبع شعر خود بپردازد و هم معاصرانش با بهره مندی از علم و ادب وی به تلطیف تمنیّات روحی پرداخته، گامی در اعتلای اندیشه‌های علمی خود بردارند.
اگر چه توانایی قاید مراد در سرودن همه قالبهای شعری مبرهن است، امّا آنچه از او به یادگار مانده دو بیتی‌های نغز و پر مغزی است که در روزگار بی خط و کتابت آن روز سینه به سینه به نسل‌های پس از خود منتقل گشته است.
از شاعران و بزرگان همدوره مراد می‌توان به آقاخان شبانکاره، محمدعلی نادم، غضنفرالسلطنه برازجانی، شیخ حسین انصاری و نعمت‌الله کمالی اشاره نمود.
قاید مراد در هجدهم خرداد هزار سیصد و بیست و دو خورشیدی در سن ۶۷ سالگی درگذشت و در آرامگاه قدیمی شهر سعدآباد به خاک سپرده شد.
نمونه ای از دوبیتی های وی:
مرا این زندگی از بوی یار است
وگرنه جان به این پیکر چه کار است
از آن دارد «کفائی» نیمه جانی
که چشم و دل به راه انتظار است
---
قدت جانا چو سرو جویبارست
دو گیسویت به دوشت چون دو مار است
«کفائی» هر کجا خیزد دماری
گمانم می رسد از آن دو مار است